# Cristóbal Cortés
Cristóbal Cortés (¿Castilla?, siglo XVI - Zaragoza, 11 de diciembre de 1594) fue un maestro de capilla español, activo en El Pilar.

## Vida
Es muy poco lo que se conoce de la vida de Cortés. Calahorra habla de que es probable que procediese de Castilla, ya que se sabe que envió una comanda de cuatrocientos sueldos a un tal Antón Cortés, posiblemente un hermano o familiar, y da el equivalente de la cuantía en 210 reales castellanos. Gascón Pérez habla de que era valenciano. Lo que es seguro es que no procedía de Zaragoza, ya que en septiembre de 1577 el cabildo indique que «se le mandó distraer el tercio que corre hasta Navidad, por cierta necesidad que se le ofreció de enviar a su madre a su tierra y esto con que diese albarán de su mano dicho maestro de capilla». Pedrell habla de que fue condiscípulo de Juan Ginés Pérez, maestro de capilla de Orihuela, sin especificar lo que significa.

### Maestría en El Pilar
El libro de actas del cabildo de El Pilar iniciado en 1551 no menciona a ningún maestro de capilla hasta 1577, al contrario de lo que se había hacho anteriormente. Calahorra coloca el inicio de la maestría de Cortés en Zaragoza entre 1969, fecha en la que se sabe que Antón Vergara era el maestro de capilla, y 1577, fecha en la que le menciona explícitamente. De mayo de 1577 son las noticias de que el tiple Castillo había usado «cierto descomedimiento» con el maestro de capilla y de septiembre, ya nombrando explícitamente a Cortés, el maestro fue reprendido por desconsideración con un canónigo, por lo que se le «mandó que tratase de cumplir con su oficio y obligación».
A partir de 1579 se mencionan a menudo sus actividades musicales. En 1584 por ejemplo se menciona que el maestro obtenía días libres para componer los villancicos de Navidad.

[...] los días de la ausencia que se dan en cada un año al maestro de razón de [componer] las canciones de Navidad y los Reyes [...] Determinaron se le diese al maestro de capilla, por razón de las cancionetas de Navidad y los Reyes, todo el mes de diciembre, hasta el día de los Reyes inclusive, de ausencia de maitines y no de otras horas. Y el revocarle esta gracia queda ad beneplacitum Capituli.
Actas del cabildo de El Pilar, 31 de diciembre de 1584

En 1585 se menciona que las chanzonetas compuestas esas Navidades le valieron un premio de 40 sueldos y en enero de 1586 otro de 60 sueldos.
Una de las responsabilidades de los maestros de capilla del Pilar era dar clases públicas de música de canto para los infantes y cuantos quisieran acudir. Al igual que otros maestros, Cortés tuvo que ser reconvenido en diversas ocasiones por no realizar sus obligaciones a satisfacción del cabildo:

También mandaron se le intimase de parte del Capítulo al maestro de capilla que trajese  cuenta con enseñar y doctrinar los infantes y hacer su oficio en el Coro; y para lo cual dieron orden y comisión al canónigo Cenedo para que de parte del Capítulo se le intimase al maestro que hiciese su oficio como estaba obligado, según las reglas y orden de la iglesia y que faltando con esto se le quitarán las veinte libras que se le dan de aumento por razón de enseñar los infantes y también los dos artículos de trigo.
Actas del cabildo de El Pilar, julio de 1585

Su prestigio viene mostrado por su nombramiento como juez de las oposiciones a la maestría de La Seo en diciembre de 1593, que ganaría Francisco de Silos. Era capellán de la Diputación de Aragón y tenía buenas relaciones con la Inquisición.
Cortés se vio envuelto en el conflicto provocado por la huida de Antonio Pérez a Aragón y el consecuente enfrentamiento del Justicia con el rey Felipe II, las llamadas Alteraciones de Aragón. Su posicionamiento a favor del Justicia tuvieron consecuencias judiciales, pero los fiscales se apartaron de su causa en agosto de 1593, aunque el cabildo le quitó la ración.
Hacia final de su vida se le subió el salario, hecho que debía surtir efecto en enero de 1594.

El mismo día, por ciertos respectos y por conservar la quietud de los cantores y capilla, se determinó que a mosén Cristóbal Cortés, maestro de dicha capilla, se le aumentase cuarenta y cinco libras, digo novecientos sueldos, para que, con lo que ya tenía de la ración y aumento, tenga en tercios cien escudos, digo dos mil sueldos, y comenzará el aumento el dicho primero de enero de 1594.
Actas del cabildo de El Pilar, noviembre de 1593

Se sabe que Cortés enfermó antes de septiembre de 1594, por lo que tuvo que sustituirle Francisco Ezpeleta, y en diciembre de ese año ya se da la noticia de que el puesto ha quedado vacante por fallecimiento de Cortés.

A 11 [de octubre de 1594] murió Cristóbal Cortés, maestro de capilla del Pilar; recibió  los sacramentos de la Santa Iglesia; hizo testamento, ejecutor el canónigo Blas Abad; enterróse en la claustra de Nuestra Señora del Pilar.
Libro parroquial de El Pilar

## Obra
De toda las numerosas composiciones que debió realizar según las actas del cabildo, solo se conservan dos en El Pilar:
- In manus túa, a 4 voces;
- Himno Procul recedant, también a 4 voces.